# Made (Lamongan)
Made is een bestuurslaag in het regentschap Lamongan van de provincie Oost-Java, Indonesië. Made telt 8183 inwoners (volkstelling 2010).